# Tariffa
La tariffa è il prezzo di un servizio fissato da un'autorità, ente o imprese pubbliche, oppure da categorie professionali o da contratti collettivi. 
Possono essere di vario tipo: Alcuni esempi potrebbero essere:
- Tariffa doganale
- Tariffa ferroviaria
- Tariffa di igiene ambientale
- Tariffa telefonica

Più, in generale si usa il termine tariffa nel mondo delle imprese del terziario e dei liberi professionisti per quantificare il valore economico (prezzo) di attività, opere o prodotti immateriali ovvero i servizi. Invece prezzo è il corrispondente di tariffa da utilizzarsi per prodotti e opere materiali.